# Ulrich Robeiri
Ulrich Robeiri (Caienna, 26 ottobre 1982) è uno schermidore francese, vincitore di una medaglia d'oro nella spada ai giochi olimpici e di sette ori ai mondiali. È stato insignito del titolo di cavaliere della legion d'onore in seguito alla vittoria olimpica del 2008.

## Palmarès

### Giochi olimpici
Pechino 2008: oro nella spada a squadre.

### Campionati mondiali
L'Avana 2003: bronzo nella spada individuale.
Lipsia 2005: oro nella spada a squadre.
Torino 2006: oro nella spada a squadre.
San Pietroburgo 2007: oro nella spada a squadre.
Antalia 2009: oro nella spada a squadre.
Parigi 2010: oro nella spada a squadre.
Kiev 2012: argento nella spada a squadre.
Budapest 2013: bronzo nella spada a squadre.
Kazan' 2014: oro nella spada individuale e nella spada a squadre.

### Campionati europei
Gand 2007: bronzo nella spada a squadre.
Kiev 2008: oro nella spada a squadre.
Plovdiv 2009: argento nella spada individuale.
Zagabria 2013: bronzo nella spada individuale.